# 白雨齋詞話
《白雨齋詞話》，清陳廷焯撰，凡10卷。（據屈興國足本校注）
《白雨齋詞話》的特色是以“厚”論詞，從各方面論證「沉鬱」，「所謂沉鬱者，意在筆先，神余言外。」「作词之法，首贵沉鬱，沉则不浮，郁则不薄。」“厚”則是從沉鬱的風格的體現，含有正、深、闊、沉、重、隱、曲的內蘊。
《白雨齋詞話》於清光緒十七年（1891年1月）撰成，陳廷焯生前五易其稿，自称是“本諸風騷，正其情性，溫厚以為體，沉郁以為用，引以千端，衷諸壹是。非好與古人為難，獨成一家言，亦有所大不得已於中，為斯詣綿延一線”。光緒十八年（1892年）廷焯卒，書稿仍未付梓；後由其父陳鐵峰審定，刪成8卷，光緒二十年（1894年）由其門人許正詩、王雷夏等刊行。1983年齐鲁出版社出版屈兴国校注《白雨斋词话足本校注》。